# Ліфу
Ліфу (фр. Lifou) — найбільший з-поміж тихоокеанських островів Луайоте. Знаходиться у Меланезії та є складовою архіпелагу Нова Каледонія. Найбільший у світі кораловий атол.

## Історія
Вже у 1810-х роках тут працювали англіканські місіонери. 1843 року сюди прибули французькі католицькі місіонери. Під юрисдикцією Франції з 1864 року.
У складі Франції уся територія Ліфу складає однойменну комуну провінції Луайоте з центром у Ве.

## Географія
Ліфу — колишній кораловий атол, що є частиною підводного вулкана. Поверхня острова є пласкою, річок тут немає, а єдине джерело води — дощі.

## Населення
Тубільних мешканців Ліфу називають канаками. На острові живе шість автохтонних племен-нащадків полінезійців.

## Економіка
Головним джерелом прибутку на Ліфу є туризм. Розвинуте рибальство. На експорт йдуть копра, цукрова тростина та гума.
| Франція | Це незавершена стаття з географії Франції. Ви можете допомогти проєкту, виправивши або дописавши її. |